# Tvillingtjärnarna (Stensele socken, Lappland, 723107-153109)
Tvillingtjärnarna är en sjö i Storumans kommun i Lappland och ingår i Umeälvens huvudavrinningsområde.